# Japan External Trade Organization
Japan External Trade Organization (JETRO) es el organismo oficial de Japón para el comercio exterior, creado en 1958, con el fin de promover el desarrollo de los lazos comerciales y económicos de Japón en el exterior. La administración es independiente pero está ligada al Ministerio de Economía, Comercio e Industria del Gobierno de Japón.[cita requerida]
En sus comienzos sólo se focalizó a promover las exportaciones a otros países, sin embargo, actualmente brinda un amplio rango de servicios como el mejor entendimiento con socios comerciales, promoción de importaciones, conexión entre pequeños negocios en Japón con sus contrapartes en el exterior, diseminación de información, la cooperación industrial y el apoyo a los intercambios tecnológicos y de inversiones.
JETRO tiene 36 oficinas regionales en Japón y un total de 1700 empleados, de los cuales casi la mitad trabaja fuera de Japón, distribuidos en 73 oficinas, en 54 países. 
Las oficinas centrales se encuentran en la ciudad de Tokio, mientras que en Osaka se encuentra el Instituto de Desarrollo Económico (IDE).